# Dampfschlag
Als Dampfschlag bezeichnet man die Folge der implosionsartigen Kondensation von Dampf-Blasen in einer kälteren Flüssigkeit.
Dampfschläge treten auf, wenn Dampf in eine Flüssigkeit geleitet wird, die eine niedrigere Temperatur hat. Die Dampfblasen kondensieren durch den Wärmeübergang zur umgebenden Flüssigkeit und kollabieren schlagartig (bis zur Überschallgeschwindigkeit). Es bildet sich ein Vakuum, das von der Flüssigkeit eingenommen wird.
Im Gegensatz zum Dampfschlag wird ein Wasserschlag durch ein stark beschleunigtes Wasservolumen hervorgerufen, das auf eine Wandung auftrifft.

## Dampfschläge in Wasserdampfsystemen
Technisch bedeutend sind Dampfschläge in Wasserdampfsystemen wie Dampfkesselanlagen. Beim gezielten Einleiten von Dampf in Flüssigkeiten, z. B. zum Aufheizen von Wasser, werden Düsenstöcke mit geringem Querschnitt gewählt, um möglichst viele kleinvolumige Blasen zu erzeugen. Dadurch werden die beim Kondensieren auftretenden Druckimpulse auf ein großes Volumen gleichmäßig verteilt. Die entstehenden Druckwellen der Einzelblasen überlagern sich, und es treten keine hohen Spannungsamplituden auf, die auf die umfassende Behälterwandung wirken.
Ungewollte Dampfschläge treten auf, wenn Kondensat unzureichend aus Apparaten oder Rohrleitungen entfernt worden ist und heißer Dampf in die kalte Flüssigkeit einströmt. In diesen Fällen wird der Dampfschlag durch ein sehr großes Dampfvolumen ausgelöst. Der Dampfschlag kann sehr schwere Schäden verursachen, wie z. B. das Abreißen von Rohrhalterungen oder gar das Aufreißen eines Behälters. Dampfschläge gehören zu den häufigsten Ursachen von schweren Unfällen in Dampfkraftwerken und Dampfkesselanlagen.
Eine besondere Gefährdung durch Dampfschläge besteht in Heißwasseranlagen oder Solarkollektoren, die mit Temperaturen über 100 °C betrieben werden. Wenn der Systemdruck aufgrund einer Fremddruckhaltung (z. B. Membranausdehnungsgefäß, Diktierpumpen) höher ist als der Sattdampfdruck bei der maximalen Betriebstemperatur, findet im störungsfreien Betrieb keine Verdampfung statt. Beim Ausfall der Druckhaltung oder bei zu hoher Beheizungstemperatur dampft das Wasser an den Heizflächen aus. In kälteren Anlagenbereichen kondensiert aber der Dampf, so dass dort Dampfschläge auftreten.
Dampfschläge können auch lokal im mikroskopischen Bereich auftreten und werden dann als Kavitation bezeichnet. Im kleinen, kontrollierten Maßstab tritt der Effekt auch in den Milchaufschäumern von Kaffeevollautomaten auf. Das charakteristische Kreischgeräusch beim Einleiten des Dampfes in die Milch wird durch mikroskopische Dampfschläge verursacht.

## Dampfschläge in Kälteanlagen
In Kälteanlagen können Dampfschläge im Kältemittelkreislauf auftreten, wenn Verdampfer zur Kühlung der Raumluft unter 0 °C periodisch mit Kältemittelheißdampf beaufschlagt werden, um den Eismantel auf der Luftseite abzutauen. Wenn das flüssige Kältemittel noch nicht vollständig verdampft ist und dann zu früh der Heißdampf aufgegeben wird, treten Dampfschläge im Verdampfer auf.